# La pequeña obrera
La niña obrera, La pequeña obrera o La pequeña tejedora son algunos de los distintos títulos con los que se ha conocido la que es, sin duda, la obra maestra del pintor barcelonés Joan Planella i Rodríguez (Barcelona, 1849-1910). Existen actualmente dos versiones, la original de 1882 es la más popular, y la segunda, pintada hacia 1885, la cual era casi desconocida hasta hace poco.
Se consideraba que solo existía una versión, hasta que en diciembre de 2012 apareció una réplica en la casa barcelonesa de subastas Balclis. Esta versión finalmente fue adquirida por el Museo de Historia de Cataluña, en Barcelona, ya que el cuadro se ha convertido en un icono para ilustrar los males de la Revolución Industrial.

## Ambas versiones

### La primera versión de 1882
El cuadro original de La niña obrera aparece fechado en 1882, aunque no se dio a conocer al público hasta el año 1884. El título original del cuadro no era el actual, sino que hacía uso de una cita bíblica en castellano en su marco: Y dijo Dios: Ganarás el pan con el sudor de tu rostro . Esta versión es la que tradicionalmente se ha reproducido en infinidad de publicaciones, especialmente a partir de la fotografía que Francesc Català-Roca tomó por el libro Historia del arte catalán, vol., VI . de Francesc Fontbona (1983). 

### La segunda versión de 1885

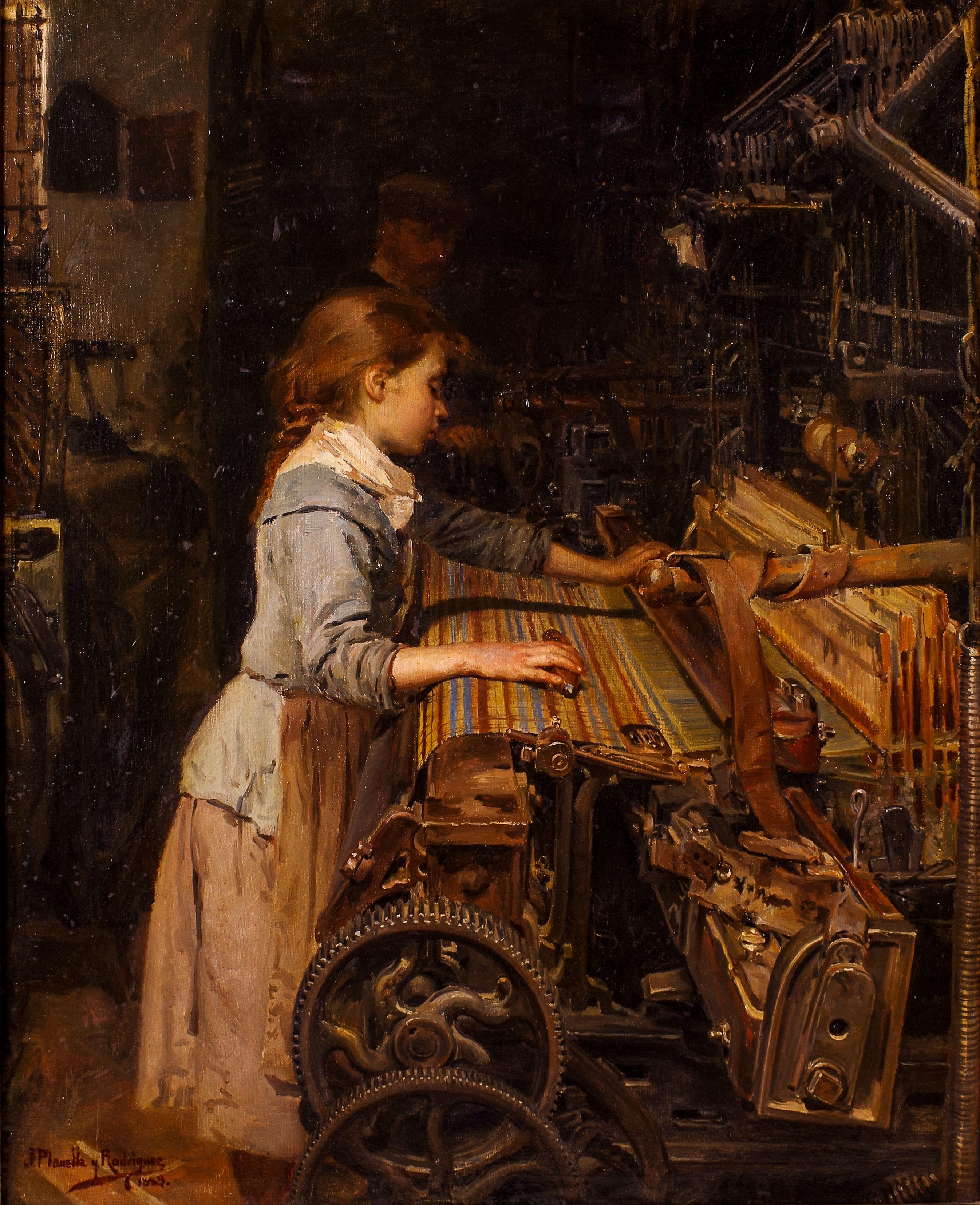
Segunda versión de 1885

La segunda versión aparece con la fecha de 1889, pudiendo haber sido  pintada varios años antes, probablemente hacia 1885, ya que coincide con la reproducción aparecida en el catálogo de la exposición organizada por el Centro de Acuarelistas, que tuvo lugar en el Museo Martorell de Barcelona y donde Planella la presentó. 
Diferencias entre las versiones
Las diferencias básicas entre una y otra afectan a los tamaños (menores a la última versión), la técnica (más definida y terminada en la primera) y el colorido (un poco más vivo en la segunda). Seguramente Planella llevó a cabo esta réplica gracias al éxito conseguido con la primera versión en la Exposición Nacional de Bellas Artes de Madrid de 1884, donde fue galardonada. Las dos versiones tuvieron una gran acogida.

## Historia de las obras: exposiciones y premios
El cuadro no se conoció públicamente hasta 1884, primero en la Sala Parés de Barcelona, y poco después en la Exposición Nacional de Bellas Artes de Madrid. Aquí Planella trajo dos óleos, Un lancero de Borbón y la primera versión de La niña obrera . 
La obra causó admiración entre el público y la crítica especializada, causando varios comentarios a la prensa que, por lo general, fueron muy positivos. Se valoró que el pintor hubiera tenido la valentía de representar un tema contemporáneo, pues se consideraba necesario e incluso digno de ser plasmado en arte. Pese a la denuncia del tema, Planella había conseguido encontrar poesía donde fácilmente podía haber fracasado y caído en la fealdad. Se aplaudió el hecho de que hubiera logrado el equilibrio difícil entre modernidad y belleza, de forma emotiva, y sin olvidarse de aplicar una buena técnica. 
Al año siguiente, en 1885, presentó la segunda versión, la conservada en el MHC de Barcelona, en la muestra celebrada por el Centro de Acuarelistas en el Museu Martorell.
A partir de aquí ambos cuadros empezaron una carrera internacional: 
- 1887, se expone en el Salón de París con gran éxito.
- 1888, se expone en la Exposición Universal de Barcelona, donde alcanzó la primera medalla.
- 1891, se expone en la Internacional de Bellas Artes de Berlín (probablemente la pintura original), donde logró una medalla de oro de segunda clase
- 1893, se expone en la Exposición Universal de Chicago (la réplica), donde se le entregó otra medalla y fue adquirida por la Fall Festivites Association de Saint Louis (Misuri), con destino al City Art Museum de esta población.
- Sin embargo, en 1945 el museo dio de baja la pintura y se vendió en subasta pública en Nueva York . Es entonces cuando entró en manos privadas, hasta su incorporación a las colecciones del Museo de Historia de Cataluña, después de haber pasado por la sala de subastas Balclis .

### Relación de la obra con su época
La niña obrera muestra un instante de la dureza del trabajo infantil en las fábricas catalanas del XIX. 
Los empresarios adoptaron a lo largo del XIX estrategias de reducción de los costes de producción y maximización del beneficio, que variaban en función del sector industrial, la zona, la estructura de la demanda (mercado local o exterior), la existencia de formas tradicionales de organización artesanal del trabajo, la disponibilidad de recursos y el grado de competencia. 
Fundamentalmente, se adoptaron dos estrategias complementarias: 
- El incremento de la productividad a través de la innovación tecnológica.
- La reducción del gasto salarial. Esto se consiguió, a través de la intensificación de la producción; por otro, por la vía de la ampliación del mercado de trabajo con mano de obra no calificada, no organizada en el movimiento obrero y por tanto más barata. La ampliación del mercado laboral se articuló en dos sentidos: la incorporación masiva de mujeres y niños a las fábricas, y la difusión de la industria en zonas del interior.

En España, hasta la Ley Benot de 1873 no hubo ninguna ley que regulara el trabajo infantil. La ley intenta regularlo en tres aspectos:
1. La protección de la infancia a través de la fijación de límites a la extensión de las jornadas laborales que podían ser desarrolladas por niños, así como la exclusión del mundo laboral a menores de diez años.
2. La educación de los menores, a través de la existencia de escuelas en las fábricas, obligatoriedad de que los niños reciban educación durante al menos tres horas diarias.
3. Creación de jurados mixtos (órgano con funciones inspectoras) con poca fuerza.

El 14 de agosto de 1873, en menos de un mes después de que se aprobara la ley Benot, el nuevo ministro de fomento, José Fernando Carné, presentó en Les Corts un proyecto de Ley para la creación de jurados mixtos con el propósito de solucionar las diferencias entre los patronos y sus empleados: pasaban de ser el órgano inspector a ser órganos de negociación colectiva dotados de funciones jurisdiccionales como únicos tribunales competentes para resolver las cuestiones civiles que pasaban entre capitalistas y obreros con motivo del cumplimiento de los contratos que habían suscrito libremente entre ellos. Sin embargo, este proyecto no se aprobó, ya que las convulsiones a las que estaba sometido el gobierno de Salmerón, que era presidente de la República, pusieron fin a la vida de la Ley antes de su nacimiento. 

## El estilo

### El estilo del cuadro
La niña obrera pertenece al movimiento artístico del Realismo . El Realismo era una consecuencia directa del Romanticismo, pero también, una reacción contra éste. De hecho, se trata de un proceso evolutivo lógico, sobre todo si tenemos en cuenta que en la teoría romántica aparecía ya una voluntad de reflejar una realidad implícita, de modo que el paso del Romanticismo al Realismo se realizó al igual que el paso del Neoclasicismo al Romanticismo, sin estremecimientos estilísticos.
También en esta evolución hay que hablar de un cambio de actitud que se pone de manifiesto cuando los realistas afrontan de forma directa la realidad. Prescinden de todo tipo de prejuicio teórico, filosófico, moral, religioso o político. 
A mediados del XIX aparecieron las primeras reacciones antirománticas, con el fundador del positivismo Auguste Comte como principal impulsor. Para la estética positivista el arte no era más que un apéndice de la sociología y de la psicología que, haciéndose cargo de lo individual, no hacía otra cosa que buscar la verdad. Esto es precisamente lo que hizo en el campo artístico el Realismo: observar la naturaleza directamente para analizarla más allá de convicciones históricas y de intuiciones. El Realismo fue, pues, reforzado durante toda la segunda mitad del XIX por el interés científico de la época positivista que buscaba una interpretación empírica de la realidad. 

### El estilo de Joan Planella
Esta pintura es la más conocida del autor y la que ha contribuido a vincularle con este movimiento artístico, el Realismo del XIX . El resto de su producción todavía hoy en día nos resulta muy poco conocido. Desde los inicios de su carrera como pintor en los años 70, Planella se interesó en captar la realidad más cercana a través de escenas costumbristas y de su tiempo. En la mayoría de ellas parece preocuparse por los aspectos más cotidianos, a veces con rémoras románticas, o sin poder evitar caer en el anecdotismo de entonces. Sin embargo, algunos de estos cuadros nos hacen pensar en un artista que quería retratar el día a día del proletariado. Sin embargo, desconocemos cuáles fueron sus intenciones a la hora de pintar estos temas, puesto que no tenemos ningún testimonio de su pensamiento.

## El papel de la crítica
La obra tuvo un gran recibimiento. Por ejemplo, Joan Brull en el diario Joventut del 10 de abril de 1902 indicó: Figuró en nuestra Exposición Universal. El asunto no puede ser más sencillo: Una niña anémica trabajando en un telar, pintada muy sencillamente. Ninguna novedad de técnica, nada de romper moldes; y sin embargo ese cuadro tan pequeño fue creciendo, el jurado se dio cuenta, después siguió una marcha triunfal por varias Exposiciones de Europa, y acabó por ser vendido en Chicago a un precio extraordinario.